# No-ficció
La no-ficció és la literatura que presenta els fets com a veritat, i no com a ficció o invenció de l'autor. Malgrat l'elaboració de l'escriptura, pretén reflectir la realitat tal qual és. La divisió és bastant moderna, ja que en el passat no es creia necessari retolar segons quines obres amb aquest gènere, perquè ja se suposava la seva certesa.
La no-ficció comprèn els següents gèneres:
- biografia o memòries
- assaig
- història
- periodisme literari
- filosofia
- diari
- còmic[1]

Les obres de referència i el llibre de text es poden englobar amb aquesta divisió, si bé no està clara la seva pertinença a la literatura.